# Dyspetes townesi
Dyspetes townesi är en stekelart som beskrevs av Gupta 1983. Dyspetes townesi ingår i släktet Dyspetes och familjen brokparasitsteklar. Inga underarter finns listade i Catalogue of Life.